# Baptiste Gault
Pour les articles homonymes, voir Gault.
Baptiste Jean Germain Gault est un physicien français, chef de groupe à l'Institut Max-Planck de sidérurgie de Düsseldorf et occupe un poste de Professor in Atomic-scale Characterisation à temps partiel à Imperial College de Londres. Il est lauréat 2020 du prix Gottfried Wilhelm Leibniz, le plus important prix pour la recherche en Allemagne. Le groupe qu'il dirige utilise la sonde atomique tomographique pour étudier les nanostructures de matériaux complexes à des résolutions proche de l'atome, afin de comprendre la relation entre la structure d'un matériau et ses propriétés physiques. Le groupe a aussi une forte activité de développement de protocoles expérimentaux autour des méthodes dites de sonde atomique tomographique cryogéniques, qui impliquent la  préparation et transfer d'échantillons sous conditions ultravide et à températures cryogéniques afin de préserver leur état originel. 

## Biographie
Baptiste Gault a obtenu son doctorat de physique à l'Université de Rouen en 2006, pour une thèse intitulée « Physique de l’évaporation par effet de champ assistée par impulsions laser ultracourtes : Application à la sonde atomique », officiellement sous la direction de Bernard Deconihout, mais principalement dirigée par François Vurpillot. Dans le cadre de sa thèse, il a développé une nouvelle génération de microscopes à sonde atomique à laser pulsé. Il a ensuite travaillé comme chercheur au Centre australien de microscopie et de microanalyse de l'Université de Sydney (2007–2009, puis 2010–2012). De 2009 à 2010, il a travaillé comme chercheur Marie Curie au Département des matériaux de l'Université d'Oxford, en s'intéressant aux les matériaux thermoélectriques. En mai 2012, il prend un poste de Assistant Professor in Materials Characterization à l'Université McMaster à Hamilton (Ontario) au Canada, mais en part en novembre de la même année. De 2012 à 2015, il a interrompu sa carrière de chercheur et été éditeur principal de journaux de science des matériaux et génie des matériaux chez Elsevier.
Depuis 2013, il est chercheur adjoint (poste honoraire) au sein du groupe de sonde atomique du département des matériaux de l'Université d'Oxford. Depuis 2016, il est chef d'équipe à l'Institut Max-Planck de sidérurgie de Düsseldorf. En 2018, il obtient un financement ERC-Consolidator pour des travaux sur l'hydrogène dans les métaux à l'aide de la tomographie par sonde atomique.

## Prix et distinctions
En décembre 2019, la Fondation allemande pour la recherche (DFG) lui attribue le prix Gottfried Wilhelm Leibniz 2020, le plus important prix pour la recherche en Allemagne. Ce prix, doté de 2,5 millions d'euros, lui est décerné « pour ses recherches exceptionnelles dans le domaine des sciences des matériaux »,.

## Production scientifique
Il a publié plus de 350 articles dans des journaux internationaux à comité de lecture et ses travaux ont été cités plus de 11000 fois. Il est co-auteur d'un des ouvrages de référence dans le domaine de la microscopie à sonde atomique, Atom Probe Microscopy. Il a été l'auteur d'un dossier du magazine La Recherche, en décembre 2011, intitulé « La matière analysée à l'échelle atomique ». En juin 2021, il participe au Café des Sciences de L'Ambassade de France en Allemagne et délivre une présentation sur l'hydrogène dans les matériaux. 
Il est éditeur principal du journal Materialia, et éditeur associé de Acta Materialia et Scripta Materialia.